# Barbara Baxley
Barbara Baxley (Porterville, 1º gennaio 1923 – New York, 7 giugno 1990) è stata un'attrice statunitense.

## Biografia
Dopo aver studiato al "Neighborhood Playhouse" di Sanford Meisner, prese parte a numerosi film e telefilm, vincendo il premio della critica per il ruolo della madre di Sally Field nel film Norma Rae (1979). Ma il suo vero amore fu Broadway, dove debuttò nel 1948 nella commedia di Noël Coward Vite in privato. Tra i soci fondatori dell'Actor's Studio, la Baxley studiò con Elia Kazan. Il 7 giugno 1990 venne rinvenuta cadavere per un attacco di cuore nel suo appartamento di New York; amante dei gatti, ne possedeva uno di nome "Tulah".

## Filmografia parziale

### Cinema
- Gli uomini della terra selvaggia, regia di Delmer Daves (1958)
- E il vento disperse la nebbia (All Fall Down), regia di John Frankenheimer (1962)
- Conto alla rovescia (Countdown), regia di Robert Altman (1968)
- Non si maltrattano così le signore (No Way to Treat a Lady), regia di Jack Smight (1968)
- Nashville, regia di Robert Altman (1975)
- Norma Rae, regia di Martin Ritt (1979)
- Seduzione pericolosa (Sea of Love), regia di Harold Becker (1989)
- Come fare carriera... molto disonestamente (A Shock to the System), regia di Jan Egleson (1990)
- L'esorcista III (The Exorcist III), regia di William Peter Blatty (1990)

### Televisione
- Climax! – serie TV, episodio 1x30 (1955)
- Telephone Time – serie TV, episodio 2x06 (1956)
- The Kaiser Aluminum Hour – serie TV, episodio 1x18 (1957)
- Alfred Hitchcock presenta (Alfred Hitchcock Presents) – serie TV, 6 episodi (1957-1962)
- Telephone Time – serie TV, episodio 3x28 (1958)
- Le grandi fiabe (Shirley Temple's Storybook) - serie TV, episodio 1x01 (1958)
- The Texan – serie TV, episodio 1x05 (1958)
- Have Gun - Will Travel – serie TV, 2 episodi (1958-1960)
- The New Breed – serie TV, episodio 1x04 (1961)
- Bus Stop – serie TV, episodio 1x04 (1961)
- Ai confini della realtà (The Twilight Zone) – serie TV, episodio 4x05 (1963)
- La signora in giallo (Murder, She Wrote) – serie TV, episodio 2x09 (1985)
- Ai confini della realtà (The Twilight Zone) – serie TV, 1 episodio (1986)